# Marjorie Van de Water
Marjorie Van de Water (1900 - 2 août 1962) est une écrivaine et journaliste américaine se concentrant sur les progrès de la psychologie et de la sociologie. Elle écrit pour le Daytona Beach News-Journal ainsi que pour le Science Service parmi de nombreuses publications. Elle remporte plusieurs prix de journalisme.

## Enfance
Avant de rejoindre Science Service, elle hésite entre le travail scientifique et l'écriture. Lorsqu'elle est adolescente, un journal local accepte et imprime ses premières nouvelles. Malgré ce succès précoce, son intérêt pour l'écriture est d'abord "éclipsé par une soif de travail scientifique". Elle travaille pendant deux ans dans les laboratoires du National Bureau of Standards, puis au National Research Council et à la U.S. Civil Service Commission, où elle met au point des tests psychologiques et travaille sur des projets de recherche connexes sur la personnalité ou l'intelligence. Un projet, par exemple, consiste à créer un test d'intelligence national standardisé pour les écoliers. Par la suite, Van de Water revient à l'écriture, d'abord en travaillant à la rédaction d'un magazine éducatif, puis en tant qu'écrivaine indépendante. Lorsqu'elle est embauchée comme membre du personnel à temps plein au Science Service en novembre 1929, elle trouve l'occasion de poursuivre ses deux principaux intérêts.

## Contributions
Van de Water assiste à presque toutes les réunions de l'American Psychological Association à partir de 1931, ainsi qu'à de nombreuses conférences régionales sur la psychologie. Elle rend fréquemment compte des nouveaux développements en psychologie, tels que les recherches sur la personnalité et le rôle de la "stimulation sociale" dans le développement individuel.
Elle s'efforce également de sensibiliser le public à l'utilisation des connaissances en psychologie, notamment en temps de guerre. Dans cet effort, elle coédite "Psychology for the Fighting Man" (1943) et "Psychology for the Returning Serviceman" (1945). 500 000 exemplaires sont tirés pour "Fighting Man", un best-seller en temps de guerre. Pendant la Seconde Guerre mondiale, elle écrit de nombreux articles de presse quotidiens sur des sujets similaires, est intervenue dans l'émission de radio "Adventures in Science" et prépare une série de six articles de fond sur la "protection du moral", soutenant qu'une telle "armure psychologique" est vitale pour la défense nationale.

## Prix
En 1959, l'American Psychological Foundation (AFP) lui décerne le Science Writer's Prize "pour sa carrière d'interprétation populaire distinguée de la science". Son interprétation de la psychologie en rapport avec les questions de guerre est particulièrement remarquée.